# Adele Goldberg

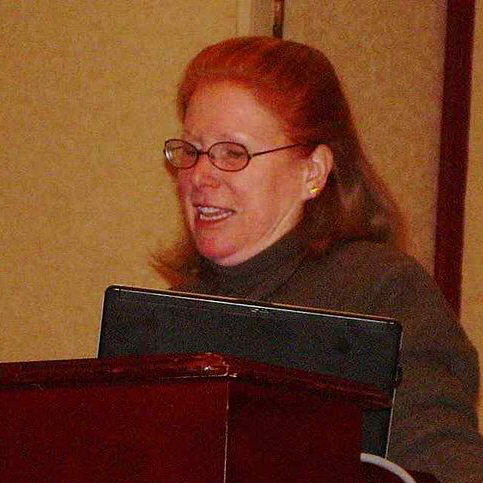
Adele Goldberg, 2007

Adele Goldberg (* 22. Juli 1945 in Cleveland, Ohio) ist eine US-amerikanische Forscherin auf dem Gebiet der Informatik. Sie war in den 1970er Jahren wesentlich an der Entwicklung der Programmiersprache Smalltalk beteiligt, die wie moderne Benutzeroberflächen bereits grafische Elemente enthielt.

## Leben und Arbeiten
Zunächst studierte Adele Goldberg in Michigan Mathematik, mit der Absicht – wie ihre Mutter – Mathematiklehrerin zu werden. Dieses Vorhaben scheiterte jedoch an ihrer Angst, vor Menschen zu sprechen. Daraufhin bewarb sie sich in den USA bei IBM als Sekretärin. Da sie aber ihr Mathematikstudium nicht beendet hatte und keine Aufstiegschancen sah, entschloss sie sich, weiter zu studieren. Ihr Studium an der Universität Chicago schloss sie mit einem Master of Science und einem Doktorat in Informatik ab, ebenso erwarb sie an der Universität Michigan einen Bachelor of Arts in Mathematik.
Am Xerox Palo Alto Research Center war sie über 14 Jahre lang tätig. Dort arbeitete sie in der Forschung und später als Laborleiterin.

## Leistungen
Bei Xerox entwickelte sie in den 1970er Jahren u. a. mit Alan Kay die objektorientierte Programmiersprache Smalltalk, die wie moderne Benutzeroberflächen bereits grafische Elemente enthielt. Xerox wollte diese aber nicht unter eigenem Namen vermarkten. So beschlossen Adele Goldberg und einige ihrer Kollegen, eine Tochterfirma zu gründen, das Xerox Parc Forschungszentrum. Ab 1973 arbeitete sie dort, von 1979 bis 1988 war sie Geschäftsführerin und war neben der Forschung nun auch in der Vermarktung ihres Produkts tätig.
Seit 2006 ist sie Präsidentin der von ihr mitbegründeten Firma Neometron.
Neometron simuliert die Abläufe von Projektentwicklungen in Online-Communitys, unterstützt effektive Teamarbeit und hat seinen Schwerpunkt im Bereich Beratung.
Auch arbeitet sie an der Internetplattform Bullitics mit (Stand: September 2015), die es sich zum Ziel gesetzt hat, Umfragemethoden zu verbessern. Ganz im Sinne der Graswurzelbewegung will diese Initiative erreichen, dass Umfragen mehr als bisher alle Gesellschaftsbereiche abbilden und Menschen die Möglichkeit erhalten, sich auf allen Ebenen stärker an gesellschaftlichen Prozessen zu beteiligen.
Seit ihrer Studienzeit beschäftigt Goldberg sich damit, wie Computer sich sinnvoll im Bildungsbereich einsetzen lassen.

## Mitgliedschaften
Von 1984 bis 1986 war Goldberg Präsidentin der ACM (Association for Computing Machinery). Sie ist Aufsichtsratsmitglied mehrerer privater Technologiefirmen und hat einen Sitz im wissenschaftlichen Beirat des ehemaligen GMD (German National Research Center for Information Technology, heute Fraunhofer-Gesellschaft). Auch ist sie Mitglied des Gremiums der Abteilung für Physik der Universität von Chicago.

## Auszeichnungen
1990 wurde Goldberg vom PC Magazine für ihr Lebenswerk ausgezeichnet. 2022 wurde sie als Fellow des Computer History Museum ausgezeichnet.

## Ausgewählte Werke
Goldberg ist Autorin und Co-Autorin einer Vielzahl von Büchern über Projektmanagement und objektorientierte Software-Entwicklung.
- Adele Goldberg, David Robson: Smalltalk-80: The Language and Its Implementation. Addison-Wesley, Reading, Mass., 1983, ISBN 0-201-11371-6, (das „Blue Book“).
- Adele Goldberg: Smalltalk-80: The Interactive Programming Environment, Addison-Wesley, Reading, Mass., 1984, ISBN 0-201-11372-4, (das „Orange Book“).
- Adele Goldberg, David Robson: Smalltalk-80: The Language, Addison-Wesley, Reading, Mass., 1989, ISBN 0-201-13688-0 (das „Purple Book“).